# أوناي ريمينتيريا
أوناي ريمينتيريا كاسترو هو لاعب كرة قدم إسباني، من مواليد 10 أغسطس 1999، يلعب كلاعب خط وسط.

## مهنة النادي
ولد في بلباو، بسكاية، إقليم الباسك، وانضم إلى فريق شباب ريال سوسيداد في عام 2015، بعد أن لعب مع نادي رومو ودانوك بات وأتلتيك بيلباو. وفي عام 2017، تمت إعارته إلى نادي غتكسو الذي ينافس في الدوري الإسباني الدرجة الثالثة،
وفي يوليو 2018، وقع مع نادي سودوبي الذي ينافس في الدرجة الرابعة، وفي 9 يوليو 2019، انضم إلى نادي أموريبايتا الذي ينافس الدوري الإسباني الدرجة الثانية ب

## روابط خارجية
- أوناي ريمينتيريا على موقع قاعدة بيانات كرة القدم.إي يو (الإنجليزية)
- أوناي ريمينتيريا على موقع Soccerway.com (الإنجليزية)